# Neuhaus am Klausenbach
Neuhaus am Klausenbach est une commune autrichienne du district de Jennersdorf dans le Burgenland.

## Personnalités liées à la commune
- Rosa Schreiber-Freissmuth était, durant la Seconde Guerre mondiale, propriétaire d'une pharmacie à Neuhaus. Non loin se trouvait un camp de travail (Arbeitslager). Elle a sauvé la vie d'un adolescent, Alan Braun et de son père, tous deux atteints de la typhoïde, en leur fournissant des médicaments et de la nourriture. Elle a également sauvé la vie d'autres travailleurs forcés du camp[2].
- Eric W. Gritsch (en), historien, spécialiste de Luther.